# ميتشيهارو سوغيموتو
ميتشيهارو سوغيموتو (باليابانية: 杉本 倫治) (17 يونيو 1981 في نارا في اليابان – )؛ هو لاعب كرة قدم ياباني سابق كان يلعب كلاعب وسط.

## وصلات خارجية
- ميتشيهارو سوغيموتو على موقع رابطة كرة القدم اليابانية للمحترفين (اليابانية)
- ميتشيهارو سوغيموتو على موقع عالم كرة القدم.نت (الإنجليزية)